# Dallas City (Illinois)
Dallas City ist eine Stadt im Westen des US-amerikanischen Bundesstaates Illinois.
Sie liegt zum größten Teil im Hancock County und zu einem kleineren Teil im Henderson County und ist nach dem Vizepräsidenten George M. Dallas benannt.
Das U.S. Census Bureau hat bei der Volkszählung 2020 eine Einwohnerzahl von 805 ermittelt.
Am Nachmittag des 23. Oktober 1858 hielt Abraham Lincoln in Dallas City eine Rede, direkt am Ufer des Mississippi.

## Geographie und Verkehr
Die Stadt erstreckt sich über 8,5 km², die sich auf 6,2 km² Land- und 2,2 km² Wasserfläche verteilen.

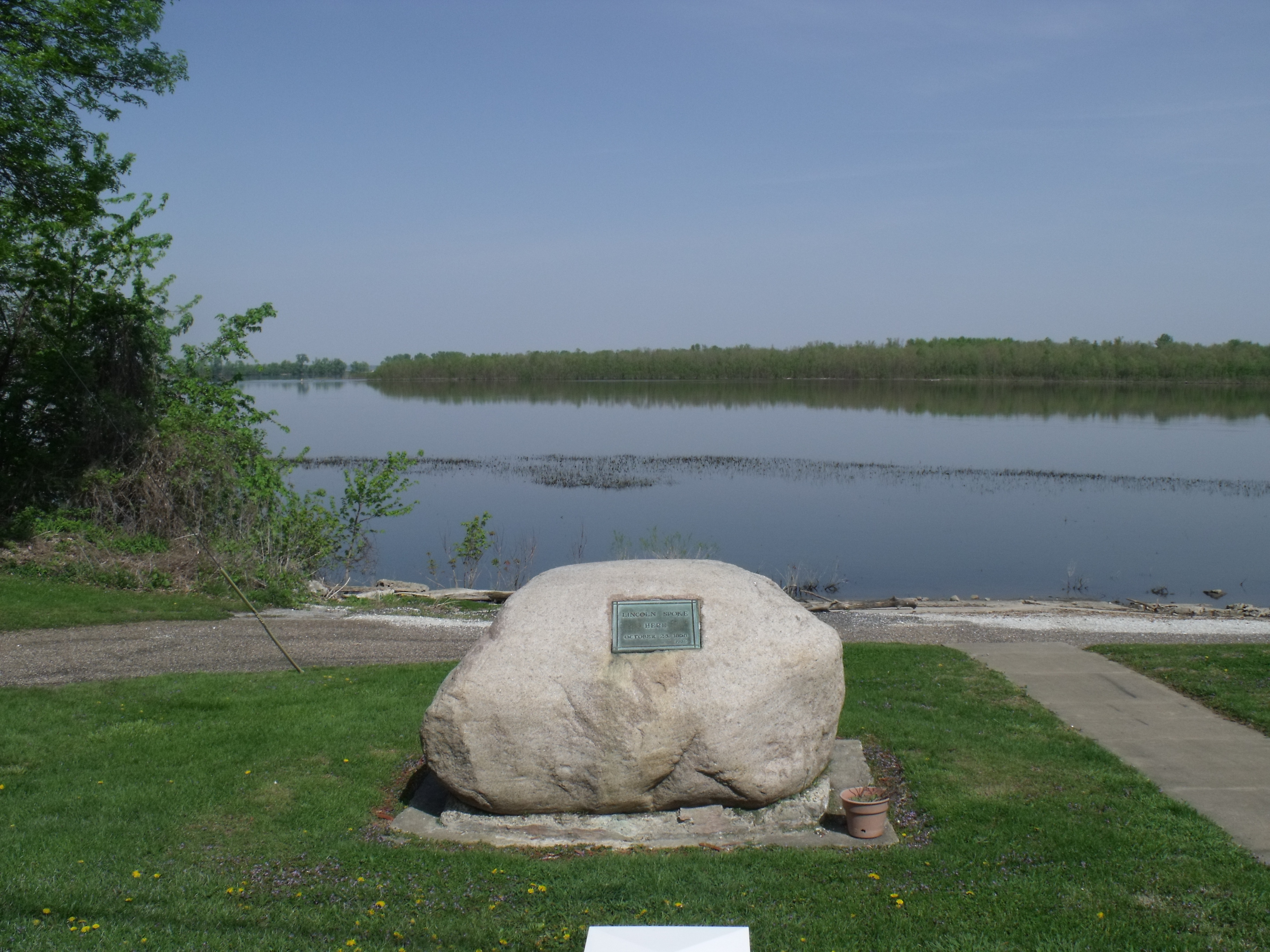
Der Mississippi bei Dallas City mit Gedenkstein zur Rede von Abraham Lincoln am 23. Oktober 1858.

Die Stadt liegt am östlichen Ufer des oberen Mississippi River, der die Grenze nach Iowa bildet. Durch den Ort führt die Illinois State Route 96, in die im Stadtzentrum die Illinois State Route 9 einmündet.
Durch Dallas City führt auch eine Bahnlinie der BNSF Railway.
Der Schnittpunkt der drei Staaten Illinois, Iowa und Missouri befindet sich 46 Kilometer südöstlich von Dallas City. Die nächsten größeren Städte sind das 31 Kilometer flussaufwärts gelegene Burlington und das 17 Kilometer flussabwärts gelegene Fort Madison in Iowa sowie das 57 Kilometer östlich gelegene Macomb in Illinois.
In die Quad Cities sind es in nordnordöstlicher Richtung 138 Kilometer, Illinois’ Hauptstadt Springfield liegt 192 Kilometer im Südosten. St. Louis in Missouri ist von Dallas City 301 Kilometer in südlicher Richtung entfernt. Nach Des Moines, der Hauptstadt von Iowa, sind es 302 Kilometer nach Nordwesten.

## Bildung
In Dallas City gibt es die Dallas Elementary School (District #327) und die Illini West High School (District #307).